# Glaslot
Glaslot ist ein Glas mit besonders niedriger Erweichungstemperatur (z. B. 400 °C), das zum thermischen Verbinden oder Abdichten von Gegenständen aus Glas verwendet wird. Die Hauptbestandteile sind Bor und Bleioxid. Das Verfahren ist dem Löten mit Metallen ähnlich, auch hier wird durch Lösungsvorgänge eine gute Haftung an den zu verlötenden Komponenten erreicht. Da es sich aber um Nichtmetalle handelt, zählen die Glaslote zur Gruppe der Klebstoffe.
Glaslot wird je nach Art bei einer Temperatur zwischen 350 °C und 700 °C verarbeitet (typisch: 500 °C), bei einer Viskosität von η = 104–106 dPa·s. Da Glas eine typische Erweichungstemperatur von 600 °C hat, ist es bei dieser Temperatur noch fest, während das Glaslot schon flüssig ist.

## Anwendungen
Glaslot wird bei der Herstellung von Elektronenröhren zum Verbinden von Kolben und Sockel verwendet. Die niedrige Verarbeitungstemperatur verhindert weitgehend eine unerwünschte Reaktion der Röhreninnenteile mit der Raumluft.
Bei der Herstellung des Steuergitters von Spanngitterröhren wird ebenfalls Glaslot verwendet.